# Burg Falkenberg (Moosach)
Die Burg Falkenberg  ist eine abgegangene Höhenburg in Falkenberg, einem Ortsteil der oberbayerischen Gemeinde Moosach im Landkreis Ebersberg. Sie lag auf einem 545 m ü. NHN hohen Geländesporn oberhalb des Tales der Moosach im Bereich der heutigen Straße „Burgweg“. Heute ist die Stelle als Bodendenkmal D-1-7937–0047 „Burgstall des hohen Mittelalters (‚Falkenberg‘)“ vom Bayerischen Landesamt für Denkmalpflege erfasst.

## Geschichte

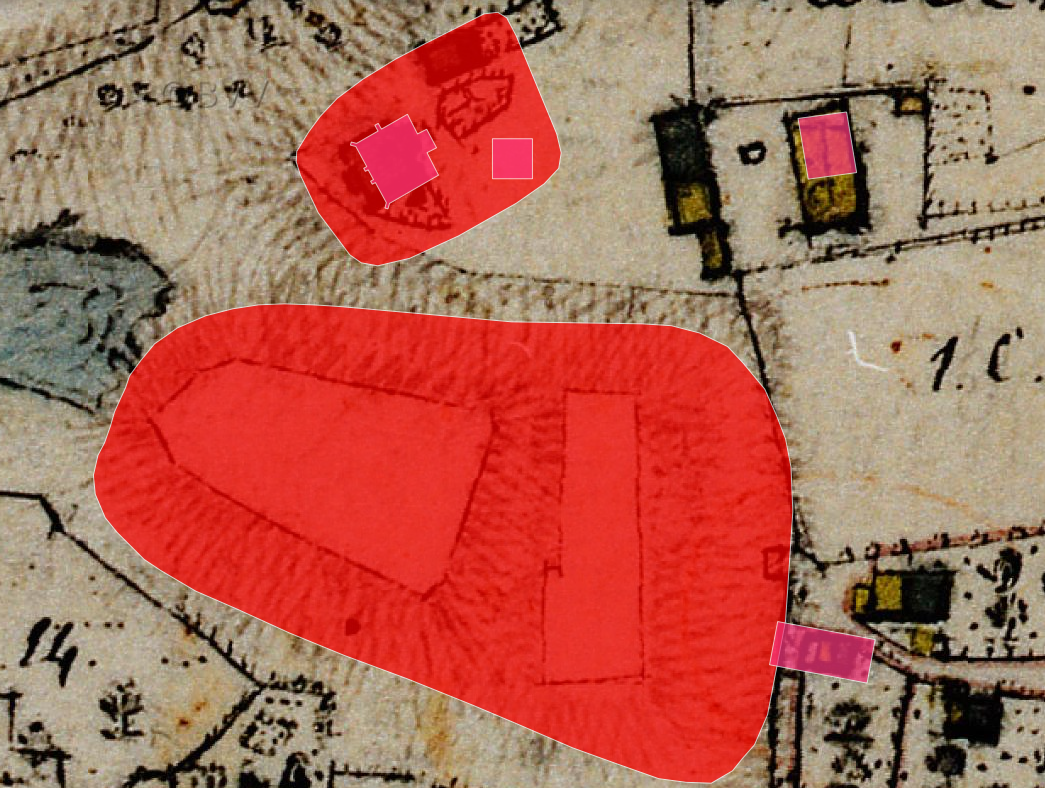
Lageplan von Burg Falkenberg (Moosach) und Schloss Falkenberg (Mitte, oben) auf dem Urkataster von Bayern

Als Gründer der Burg ist Otto von Scheyern (später von Wittelsbach) anzusehen. Sein Sohn Otto wurde von dem späteren Burghauptmann auf Falkenberg Osrich (Sohn des gleichnamigen Vaters, der 1116/17 auf der Burg Wartenberg für die Wittelsbacher tätig war) auf einer Reise in das Heilige Land begleitet, Osrich trat in Jerusalem als Siegelzeuge auf. Die Bauzeit der Burg ist zwischen 1120 und 1160 anzunehmen. Die Burg wurde auf Boden des Freisinger Bischofs errichtet, wobei die Grafen von Scheyern hier und anderswo Vogteirecht ausübten. Die Burg blieb im Besitz der Wittelsbacher, wobei als nächster Ludwig der Kelheimer zu nennen ist.
Die Verwaltung der Burg wurde von Burghauptmännern ausgeübt. Als erster ist der 1160 genannte Osrich (zuvor Straußendorf) bekannt. Auf ihn folgte sein Sohn Heinrich als Kastellan (1174/80–1212). Weitere Verwalter waren Adalbero Chranz, Friedrich Stier, Werner Kretzel, der Kastner Wigand, Otto Kretzel, Ritter der Sprinz. Um 1230 war die Burg Falkenberg ein herzogliches Urbaramt, von dem aus mehr als 40 Höfe verwaltet wurden. Als erster Richter auf der Burg ist Oulricus Judex de Valchenberck (= Ulrich, Richter von Falkenberg) zu nennen (erstmals in einer Urkunde des Klosters Schäftlarn 1182 erwähnt, bis 1203 genannt).
1247 war Markt Schwaben an die Wittelsbacher gekommen und wurde vorerst durch das Amt auf der Burg Falkenberg verwaltet. Durch die Gründung eines Landgerichtes in Markt Schwaben 1340 übersiedelte die Verwaltung an diesen Ort und die Burg Falkenberg verlor ihre Bedeutung als Verwaltungssitz. Die letzte Urkunde, in der die Burg Falkenberg erwähnt wird, stammt aus dem Jahr 1282; über die weitere Entwicklung und das Ende der Burg ist nichts bekannt. Vermutlich wurde sie im Bayerischen Krieg von 1414 oder im Landshuter Erbfolgekrieg von 1504 zerstört. Das Wappen der erledigten Grafschaft Falkenberg wurde 1409 von Herzog Stefan III. an den Markt Schwaben verliehen (eventuell bezieht sich diese Verleihung aber auf die Grafschaft Falkenberg der Falkenberger im Inntal). 1517 ist noch einmal von einem Burgstall Falkenberg die Rede, auf dem der Cunz Fischer saß.

## Heutige Nutzung
Im Steuerkataster hieß der Platz der Burg „Burg-Landacker“. Der Platz ist heute von der sogenannten „Siemenssiedlung“ überbaut. 1982 wurde hier eine Straße als „Burgweg“ benannt.
Im 19. Jahrhundert wurden hier auf einen Brand hindeutende Bausteine ausgeackert, auch 1960 wurden Baureste und Tuffsteine gefunden. Unterhalb der Burg wurde das Schloss Falkenberg errichtet. An die Burg erinnert noch der Falke im Wappen von Moosach.